# Xenillus gelasinus
Xenillus gelasinus är en kvalsterart som beskrevs av Tyler A. Woolley och Harold G. Higgins 1966. Xenillus gelasinus ingår i släktet Xenillus och familjen Xenillidae. Inga underarter finns listade i Catalogue of Life.